# Spinozaury (podrodzina)
Spinozaury (Spinosaurinae) – podrodzina teropodów z rodziny spinozaurów (Spinosauridae). Została nazwana przez Ernsta Stromera w 1915 roku, w jego publikacji opisującej gatunek Spinosaurus aegyptiacus. Pierwszym naukowcem, który używał nazwy Spinosaurinae, był Paul Sereno (1998), jednak pierwszą definicję filogenetyczną tego kladu przedstawili w 2004 roku Thomas R. Holtz Jr., Ralph Molnar i Philip J. Currie. Według niej Spinosaurinae to klad obejmujący wszystkie dinozaury bliżej spokrewnione ze Spinosaurus aegyptiacus niż z Baryonyx walkeri. Najstarszym przedstawicielem tak definiowanych Spinosaurinae jest żyjący w albie na terenach Ameryki Południowej Irritator, zaś najmłodszym cenomański Spinosaurus aegyptiacus z północnej Afryki. Do grupy tej należą także Angaturama, mogąca stanowić młodszy synonim irritatora, oraz prawdopodobnie syjamozaur.